# Megan Donahue
Pour les articles homonymes, voir Donahue.
Megan Donahue est une astronome américaine qui étudie les galaxies et les amas de galaxies. Elle est professeur de physique et d'astrophysique à l'université d'État du Michigan et présidente de l'Union américaine d'astronomie pour le mandat 2018—2020.

## Éducation et carrière
Donahue est diplômée en physique du Massachusetts Institute of Technology (MIT) en 1985 et a complété son doctorat en astrophysique à l'université du Colorado à Boulder en 1990 sous la direction de J. Michael Shull et John T. Stocke. Après des recherches postdoctorales à la Carnegie Institution, elle a rejoint le Space Telescope Science Institute pour une deuxième visite postdoctorale en 1993, et y est restée à d'autres titres jusqu'à ce qu'elle rejoigne la faculté de l'État du Michigan en 2003.

## Œuvres littéraires
Elle est co-auteur de trois livres de la série Pearson Cosmic Perspective de manuels d'astronomie : The Cosmic Perspective (8e éd., 2016, également publié en deux volumes distincts), The Essential Cosmic Perspective (7e éd., 2014) et The Cosmic Perspective Fundamentals (2e éd., 2015).

## Prix et distinctions
Donahue a remporté en 1993 le prix Robert J. Trumpler de la meilleure thèse récente en astronomie. En 2012, elle est devenue fellow de l'Association américaine pour l'avancement des sciences et en 2016, elle a été élue membre de la Société américaine de physique.